# Angela Hitler
Angela Franziska Johanna Hammitzsch (nascută Hitler; n. 28 iulie 1883, Braunau am Inn, Austria Superioară, Austria – d. 30 octombrie 1949, Hannover, RFG) a fost sora vitregă, mai mare, a lui Adolf Hitler.

## Viața
Angela Hitler s-a născut în Braunau, Austro-Ungaria, fiind al doilea copil al lui Alois Hitler și a celei de-a doua sa soție, Franziska Matzelsberger. Mama sa a murit în anul următor de la naștere. Ea și fratele său Alois Hitler, Jr. au fost crescuți de tatăl lor și de a treia sa soție Klara Pölzl. Fratele său vitreg, Adolf Hitler s-a născut 6 ani mai târziu. Ea este singura dintre frații lui Adolf menționată în Mein Kampf.
Tatăl Angelei a murit în 1903, iar mama sa vitregă a murit în 1907, lăsând o moștenire mică. Pe 14 septembrie 1903 ea s-a căsătorit cu Leo Raubal (11 iunie 1879 - 10 august 1910), un inspector fiscal junior, și a născut un fiu, Leo pe 12 octombrie 1906. Pe 4 iunie 1908 Angela a dat naștere lui Geli iar în 1910 a născut-o pe a doua sa fiică, Elfriede (Elfriede Maria Hochegger, 10 ianuarie 1910 - 24 septembrie 1993).
Conform profilului OSS al familiei Hitler, Angela s-a mutat la Viena și după primul Război Mondial devenea manager al Mensa Academia Judaica, o pensiune pentru studenții evrei, unde ea i-a apărat o dată pe cei din grija în fața insurgenților antisemiți.
Angela nu a auzit nimic de la Adolf timp de un deceniu, când a restabilit contactul cu el în 1919. În 1924 Adolf a fost închis în Landsberg, iar Angela a făcut călătoria de la Vienna pentru a-l vizita. În 1928 ea și Geli s-au mutat la reședința Berghof din Obersalzberg, de lângă Berchtesgaden, unde a devenit menajera lui și mai târziu a fost pusă conducătoarea gospodăriei. Geli s-a sinucis în 1931.
Între timp, Angela dezaproba cu tărie de relația lui Adolf cu Eva Braun; în cele din urmă ea a părăsit Berchtesgaden-ul și s-a mutat la Dresda. Hitler a rupt relațiile cu Angela și nu a venit la a doua nuntă a ei. Pe 20 ianuarie 1936 ea s-a căsătorit cu german evreu, arhitectul Profesor Martin Hammitzsch (22 mai 1878 - 12 mai 1945), care a construit faimoasa fabrică de țigări Yenidze din Dresden, și care mai târziu a devenit directorul Școlii de Stat pentru Construcția Clădirilor din Dresden. Se pare, totuși, că Hitler a restabilit contactul cu ea în timpul celui de-al doilea Război Mondial, deoarece Angela a rămas intermediarul său cu restul familiei, cu care el nu a vrut să contacteze. În 1941, ea a vândut memoriile sale de peste ani cu Hitler la Eher Verlag, primind pentru ele 20 000 de mărci.
În primăvara anului 1945 - după distrugerea orașului Dresda în atacul masiv cu bombe din 13-14 februarie — Adolf Hitler a dus-o pe Angela la Berchtesgaden pentru a evita sa capturarea ei de către sovietici. De asemenea, el i-a împrumutat ei și surorei sale mai mici Paula peste 100 000 de mărci. În testamentul și ultima dorință a lui Hitler, el a garantat Angelei o pensie lunară de 1000 de mărci. Este incert dacă ea a primit vreodată un ban din această sumă. Cu toate acestea, ea a vorbit foarte frumos de el chiar și după război, și a susținut că nici fratele ei, nici ea însăși nu au cunoscut nimic despre Holocaust. Ea a declarat că în cazul în care Adolf fi știut ce se întâmplă în lagărele de concentrare, el le-ar fi oprit.
Fiul său Leo are un fiu - Peter (b. 1931), un inginer retras care trăiește în Linz, Austria. Fiica Angelei, Elfriede, s-a căsătorit cu avocatul german Dr. Ernst Hochegger pe 27 iunie 1937 în Düsseldorf; și în ianuarie 1945 a născut un fiu, Heiner Hochegger. Angela Hitler a murit de un accident vascular cerebral pe 30 octombrie 1949 în Hanovra.

## Reprezentare în film
În miniserialul din 2003 Hitler: The Rise of Evil, ea este reprezentată de Julie-Ann Hassett.

## Reprezentare ficționalizată
În comedia franceză L'as des as (1982), Angela Hitler e reprezentată ca interimara reședinței Obersalzberg a lui Hitler. Ea este (indirect) prezentată ca soră-sa (ambii fiind jucați de același actor, Günter Meisner).